# Inga diadema
Inga diadema là một loài thực vật có hoa trong họ Đậu. Loài này được (Vell.) Mart. miêu tả khoa học đầu tiên.